# Рубинчик, Станислав Лазаревич
Рубинчик, Станислав Лазаревич (латыш. Staņislavs Rubinčiks, родился 23 января 1940 г. в г. Орехово-Зуево, РСФСР — 5 апреля 1981 г., Рига, Латвийская ССР) — латвийский детский писатель и переводчик, биограф Н. Новикова, член Союза писателей Латвийской ССР, популяризатор истории Риги, автор первого в новейшей истории путеводителя по Риге, написанного в форме сказок для детей. Единственный автор исключительно детско-юношеской литературы Латвии 1960—1970-х годов, творивший на русском языке. В 1972 году стал лауреатом конкурса журнала «Росме» за художественные произведения для детей.

## Биография

### Семья и ранние годы
Станислав Рубинчик родился 23 января 1940 года в г. Орехово-Зуево Московской области (Россия) в семье инженера-технолога текстильного производства Лазаря Михайловича Рубинчика и его супруги, химика Зинаиды Александровны (урождённой Мордвиновой). Вскоре Лазаря Михайловича перевели на работу в Узбекистан. В июне 1942 г. его призвали на фронт. Зинаида Александровна осталась в Узбекистане с двумя сыновьями — Станиславом и его младшим братом Олегом (1941 года рождения). В трёхлетнем возрасте Станислав подхватил глазную инфекцию, из-за отсутствия необходимой помощи мальчику удалили один глаз. Зрение на втором глазу ухудшилось.
После демобилизации из РККА Лазарю Михайловичу Рубинчику предложили работу по специальности в Латвии. Сначала семья обосновалась в Лиепае, где Станислав пошел в 8-ю Лиепайскую русскую начальную школу и детскую музыкальную школу при Лиепайском музыкальном училище (класс скрипки). Через пару лет от музыкальной школы пришлось отказаться — мальчику трудно было разглядеть ноты. Позже семья переехала в Юрмалу, а потом и в Ригу, где почти до конца своей жизни Лазарь Михайлович работал на заводе «Rīgas manufaktūra». На его счету несколько технологических новаций по улучшению качества.
Вся его юность была связана с книгами. В школьной характеристике за 1957 год (9 класс) говорилось: «На уроках очень активен. Любит литературу, историю и географию. Ученик много читает, иногда в ущерб учебным занятиям». Как говорил сам Станислав, сочинять рассказы он стал, как только научился писать. В 1956 году вышла его первая заметка в газете «Советская молодёжь».
В 1958 г. Станислав Рубинчик закончил в Риге школу рабочей молодёжи и поступил на учетно-экономический факультет Саратовского экономического института, а через год — на вечернее отделение экономического факультета Латвийского государственного университета, который окончил в 1963 году. Параллельно он работал на Рижском вагоностроительном заводе мастером.

### Первые публикации
С 1960 года Рубинчик постоянно выступает как внештатный автор в республиканских газетах. В 1964 году Станислав начал публиковать свои литературные работы — рассказы и сказки для детей. В то же время он работал экскурсоводом в Рижском бюро путешествий и экскурсий и запомнился как остроумный, жизнерадостный, знающий и общительный рассказчик, который с удовольствием делился своими знаниями истории и любовью к Риге.
Первые свои книги он тоже посвятил любимому городу. В 1969 году издательство «Лиесма» опубликовало его первую книжку «Сказки о городском транспорте и петушке», написанную в соавторстве с О.Слепковым. В 1971 г. в том же издательстве выходит сборник сказок «Лес новогодних ёлок» и в его переводе с латышского книга Л.Вацземниека «Теплый ломоть». Позднее С.Рубинчик переводил сказки И.Зиедониса.

### Детская литература в Латвии
В 1969 году объединенная редакция детской и юношеской литературы издательства «Лиесма» была разделена на две редакции, что расширило тематику издаваемых книг. Как отметил писатель и драматург, заведующий редакцией детской литературы издательства «Лиесма» Язеп Османис в антологии «Писатели Латвии детям», «в детскую литературу входят авторы, которые раньше не писали для детей — И.Зиедонис, М.Чаклайс, А.Элксне». Наряду с этими деятелями латышской литературы в антологию был включён единственный автор, пишущий на русском языке — Станислав Рубинчик.
Сложность в жизнь и творчество вносит здоровье — в начале 1970-х С.Рубинчик полностью потерял зрение. Для библиофила отрыв от книги — страшное испытание. Ему вслух читает жена Ирина, на которую ложится еще вся нагрузка по заботе о маленькой дочке (1968 года рождения). Через некоторое время, благодаря удачной операции, проведенной московским глазным хирургом, профессором Михаилом Красновым, зрение частично возвращается.
В 1973 году издательство «Лиесма» опубликовало сборник «Сказки о Старой Риге и другие истории воробья Ричи». Иллюстрации к нему сделала тогда еще совсем молодая художница Елена Антимонова. «Книга вышла не совсем такой, как бы мне хотелось, но к теме о Старой Риге я надеюсь вернуться». — писал сам С.Рубинчик в своей автобиографии. По книге «Сказки о Старой Риге» Рижская киностудия начала снимать кукольный фильм. Книгу планировали перевести на 4 языка, но из-за разгромной рецензии, опубликованной в Москве, все остановилось. В письме своему другу А.Эренбургу в ноябре 1975 г. С.Рубинчик пишет: "Хотели мою книжку «Сказки о Ст. Риге издать на четырех языках (английский, немецкий, латышский, русский), но ничего не вышло. Даже наоборот, в одном из московских журналов появилась ругательная статья об этой книжке, написанная моим бывшим коллегой по экскурсионному бюро…»"
В 1976 г. издательство «Лиесма» выпустило повесть С.Рубинчика «Третья четверть» о школьной жизни. Некоторые эпизоды и героев писатель взял из собственного отрочества.
В 1978 г. выходит повесть «Рукопись, найденная в саквояже» (издательство «Лиесма») о поисках потерянной библиотеки Сергея Минцлова. Самые плодотворные годы своей творческой жизни С.Минцлов провел в Латвии. Главный герой книги — старшеклассник — почти случайно становится участником детективной истории по поиску библиотеки и знакомится с миром рижских библиофилов. Многие образы книги Рубинчика списаны с реальных людей. В иллюстрациях Елены Антимоновой также угадывается портретное сходство с известными латвийскими собирателями книг.
Идею следующей книги С.Рубинчику подсказал его друг, писатель Валентин Пикуль. Станислав решил посвятить историческую повесть российскому просветителю XVIII века Николаю Ивановичу Новикову. В нем С.Рубинчик увидел родную душу — человека, который всей своей жизнью способствовал тому, чтобы люди имели возможность и желание читать книги. Тема масонства и драматическое окончание жизни Н.Новикова прибавили остроты сюжету будущей повести. Три года прошли в библиотеках за сбором исторического материала. Это должна была быть первая книга С.Рубинчика, написанная не для детей, а для взрослого читателя. Он увлеченно взялся за ее написание. Иллюстратором повести впервые должна была стать дочь писателя — Яна Рубинчик, которая мечтала стать художником и занималась сначала в студии медалистки Вии Миканы, а позднее — живописца Юриса Германиса. Ей тогда было 12 лет. Однако закончить книгу С.Рубинчик не успел. Его жизнь оборвалась в 41 год, 5 апреля 1981 года, после продолжительной болезни.

## Рецензии
«В 1973 году в магазинах появилась маленькая, превосходно иллюстрированная книжечка, изданная „Лиесмой“, „Сказки о Старой Риге и другие истории воробья Ричи“. С. Рубинчик, автор этой книжки, сумел в увлекательной форме изложить историю Старого города, а художница Е. Антимонова красочно и в соответствующем стиле ее иллюстрировала. Книжка стала приятным подарком и детям и взрослым. И не удивительно, что разошлась она за несколько дней». Л.Соколовская о книге «Сказки о Старой Риге и другие истории воробья Ричи».
«По содержанию повесть С. Рубинчика шире сюжета о разыскании исчезнувшей библиотеки. Романтика поисков и находок, нравственная атмосфера — вот что составляет нерв книги. Не дать пропасть редким и ценным изданиям, сохранить для потомков наиболее яркие библиотеки, плоды многолетних забот, эта педагогическая (в лучшем смысле слова) цель ставится и успешно достигается в повести С. Рубинчика. Автору удалось воплотить через систему образов и ситуаций, посредством поступков и размышлений героев сложную этическую структуру такого понятия, как книголюбие». О. Ласунский о книге С.Рубинчика «Рукопись, найденная в саквояже».

## Адрес
С.Рубинчик жил в Риге на улице Ленина, 115, затем на улице Революцияс, 38. Дом в 1990-е годы был денационализирован, квартира писателя не сохранилась.

## Память
Сказки Станислава Рубинчика были озвучены для Латвийского радио и прозвучали в эфире в 2022 году.

### Периодика
- Малиновое варенье (сказка) - газета «Советская молодёжь», 4 июля 1965 г.
- Старинная сказка - журнал «Дадзис» № 16, 15.08.1965г. на лат.яз. (Jau dzirdēta pasaka)
- Преступление и наказание (юмореска) журнал «Дадзис» № 18, 1965 г. на лат.яз.
- Сказка о жирафе - газета «Советская молодежь», № 161, 1966 г.
- Музыкальный крокодил и универсальный заяц (Muzikālais krokodils un universālais zaķis, сказка) - журнал «Дадзис» № 2, 15.01.1966 г. на лат.яз.
- Луна (Mēness, сказка) – газета «Падомью яунатне» (Padomju jaunatne), № 184, 1966 г. на лат.яз.
- Сказка о петушке - газета «Советская молодежь», № 193, 1967 г.
- Пальто (Mētelis, рассказ) - журнал «Дадзис» № 7, 04.01.1967 г. на лат.яз. (передавался в передаче «С добрым утром»).
- Сережа Волков (сказка) - газета «Советская молодежь», №106, 1 июня 1968 г,  газета «Юный ленинец», № 24 за 1969  г. на молдавском языке, журнал «Зилите» на лат.яз.№ 3, 01.03.1974 г.  (Pēteris Vilkavs)
- Сказка о троллейбусе (Pasaka par trolejbusu) – журнал «Зилите», № 12 за 01.12.1968 г. на лат. яз.
- Море любви (юмореска) - газета «Советская молодежь», № 237 за 1968 г.
- Синий зверь (сказка) - газета «Советская молодежь», № 63 за 30.03.1969 г.
- Страна трех холмов (сказка) - газета «Советская молодежь», № 106 за 01.06.1969 г.
- Лес новогодних елок (сказка) - газета «Советская молодежь», № 1 за -1.01.1970 г.
- Волшебная улыбка (сказка) - газета «Советская молодежь», № 1 за 01.01.1971 г.
- Писатель (рассказ) - газета «Советская молодежь»,№104,  30.05. 1971 г.
- Сказки о Старой Риге (сказка) - газета «Советская молодежь», № 169 за 29.08.1971 г.
- Сказка о жирафе – журнал «Пионер» № 4, 1971 г. на грузинском языке.
- Сказка про летающего кота – журнал «Росме» на лат.яз., газета «Советская молодежь», № 158, 13.08.1972 г., журнал «Веселые картинки» 1974 г.
- Парикмахерская сказка - газета «Советская молодежь», №  5, 08.01. 1972 г.
- Королева Лора (Karaliene Lora, сказка), Уткокошка (Pīļkaķis, рассказ) – журнал «Росме» (Rosme) на лат.яз.  Работы, награждённые на конкурсе художественной литературы (Daiļliteratūras konkursa godalgotie darbi), № 11 от 1972 г., стр.12-13[4].
- Как речку Ригу заключили в подземелье (Kā Rīdzeni pazemē ieslodzīja, сказка) – журнал «Росме» (Rosme) № 13 за 1973 г. стр.13-14. на лат.яз.
- Сказка о Старой Риге (Vecrīgas pasaka, сценарий мультфильма) - журнал «Росме» № 6 за 1976 г. на лат.яз.

### Книги
- «Сказки о городском транспорте и петушке» (в соавторстве с О.Слепковым). Рига: «Лиесма», 1969.
- «Лес новогодних ёлок» (сборник сказок о праздновании Нового года в разных странах). Рига: «Лиесма», 1971[15].
- Л.Вацземниекс. «Теплый ломоть» (перевод с латышского). Рига: «Лиесма», 1971.
- «Сказки о Старой Риге и другие истории воробья Ричи». Рига: «Лиесма», 1973. / Иллюстрации Е.Антимоновой[1].
- «Третья четверть». Рига: «Лиесма», 1976.
- «Рукопись, найденная в саквояже». Рига: «Лиесма», 1978[13].